# 워런 비티
헨리 워런 비티(영어: Henry Warren Beatty, 1937년 3월 30일~)는 미국의 배우, 영화 감독, 영화 제작자이다. 배우 셜리 매클레인의 남동생이다.

## 작품 목록

### 감독
- 천국의 사도 (1978)
- 레즈 (1981)
- 딕 트레이시 (1990)
- 불워스 (1998)
- 그 규칙은 당신에게 적용되지 않아요 (2016) - 하워드 휴즈 역

### 출연
- 초원의 빛 (1961)
- 우리에게 내일은 없다 (1967)
- 샴푸 (1975)
- 천국의 사도 (1978)
- 레즈 (1981)
- 딕 트레이시 (1990)
- 벅시 (1991) - 벤 벅시 시겔 역
- 러브 어페어 (1995)
- 불워스 (1998)
- 타운 앤 컨트리 (2001)
- 원 브라이트 샤이닝 모멘트 (2001)
- 그 규칙은 당신에게 적용되지 않아요 (2016) - 하워드 휴즈 역

### 원작자
- 다운 투 어쓰 (2001)